# Obroatis ellops
Obroatis ellops är en fjärilsart som beskrevs av Achille Guenée 1852. Obroatis ellops ingår i släktet Obroatis och familjen nattflyn. Inga underarter finns listade i Catalogue of Life.